# Slavoj Žižek
Slavoj Žižek   (Ljubljana, 21 de març de 1949) és un filòsof, crític cultural i psicoanalista eslovè. La seva obra integra el pensament de Jacques Lacan amb el marxisme.
És investigador principal a l'Institut de Sociologia i Filosofia a la Universitat de Ljubljana, professor distingit d'alemany a la Universitat de Nova York i director internacional de l'Institut Birkbeck per a les Humanitats de la Universitat de Londres. La seva obra es troba en la intersecció d'una sèrie de disciplines, incloent-hi la filosofia continental, la teoria política, els estudis culturals, la psicoanàlisi, la crítica de cinema i la teologia.
Va néixer a Eslovènia i va ésser educat a Ljubljana i més tard a París. Žižek va aconseguir el reconeixement internacional després de la publicació del seu primer text en anglès el 1989, The Sublime Object of Ideology, en què es va apartar de la tradicional teoria marxista per desenvolupar una concepció materialista d'ideologia que es va basar en lacaniana de la psicoanàlisi i l'idealisme hegelià. Els seus treballs teòrics es van fer cada vegada més eclèctics i polítics en la dècada de 1990, tractant amb freqüència l'anàlisi crítica de les formes dispars de la cultura popular i creà una figura popular de l'esquerra acadèmica. Des d'una postura crítica amb el capitalisme i el neoliberalisme, Žižek s'identificà com a radicalisme polític. La seva obra ha estat caracteritzada com una ortodòxia desafiant, tant de la dreta política com del socioliberalisme. La seva bibliografia s'estén per les polèmiques teòriques, densos toms acadèmics i llibres d'introducció accessibles; a més, ha participat en diversos projectes de cinema, incloent-hi dues col·laboracions documentals amb el director Sophie Fiennes, The Pervert's Guide to Cinema (2006) i The Pervert's Guide to Ideology (2012).
L'estil poc ortodox de Žižek, els treballs acadèmics populars, els freqüents articles d'opinió en revistes i l'assimilació crítica de l'alta i baixa cultura, han fet que guanye influència internacional i una audiència substancial fora del món acadèmic, a més de la controvèrsia i la crítica. El 2012, al Foreign Policy apareix Žižek en la seva llista de «pensadors top 100 global», dient «un filòsof celebritat», mentre que en altres llocs se l'anomena l'«Elvis de la teoria cultural» i «el filòsof més perillós del món occidental». El treball de Žižek crònica en una pel·lícula documental de 2005 titulada Zizek! i en una revista acadèmica, l'International Journal of Žižek Studies, fundada per a mostrar el seu treball.

## Trajectòria
Žižek va néixer a Ljubljana, a la República Socialista d'Eslovènia, Iugoslàvia, en una família de classe mitjana. Els seus pares eren ateus. El seu pare Jože Žižek va ser un economista i funcionari de la regió de Prekmurje est d'Eslovènia. La seva mare Vesna, nadiua de la regió Brda al litoral d'Eslovènia, era comptable en una empresa de l'Estat. Va passar la major part de la seva infància a la ciutat costanera de Portoroz. La família es va traslladar de nou a Ljubljana quan Žižek era un adolescent. Žižek va assistir al Bežigrad High School. El 1967, es va inscriure a la Universitat de Ljubljana, on va estudiar filosofia i sociologia. Va rebre el doctorat en filosofia de la Universitat de Ljubljana el 1981 amb una tesi titulada La rellevància teòrica i pràctica de l'estructuralisme francès (The Theoretical and Practical Relevance of French Structuralism).

## Obres
- Contingency, hegemony, universality: contemporary dialogues on the left. Conjuntament amb Ernesto Laclau i Judith Butler. Londres: Verso, 2000. ISBN 9781859842782

- Violència. Sis reflexions de biaix. Edicions 62, 2011.
- Mis chistes, mi filosofía. Anagrama, 2015. [[Especial:Fonts bibliogràfiques/978-84-339-6380-2|ISBN 978-84-339-6380-2]].
- Žižek, Slavoj. La vigencia de El manifiesto comunista (en castellà).  Anagrama, 26 d'octubre de 2018 (nuevos cuadernos anagrama). ISBN 978-84-339-1623-5.[17]
- Žižek, Slavoj. «Introducció: Noli me tangere». A: Pandèmia. La covid-19 trasbalsa el món (en català).  Anagrama, Maig 2020 (nous quaderns anagrama). ISBN 978-84-339-1642-6.

## Filmografia
| Any  | Títol                           | Rol                                                    |
| ---- | ------------------------------- | ------------------------------------------------------ |
| 2004 | The Reality of the Virtual      | Autor de guió, conferenciant (s'interpreta ell mateix) |
| 2005 | Zizek!                          | Professor (s'interpreta ell mateix)                    |
| 2006 | The Pervert's Guide to Cinema   | Guionista, presentador (s'interpreta ell mateix)       |
| 2012 | The Pervert's Guide to Ideology | Guionista, presentador (s'interpreta ell mateix)       |